# Luciferase

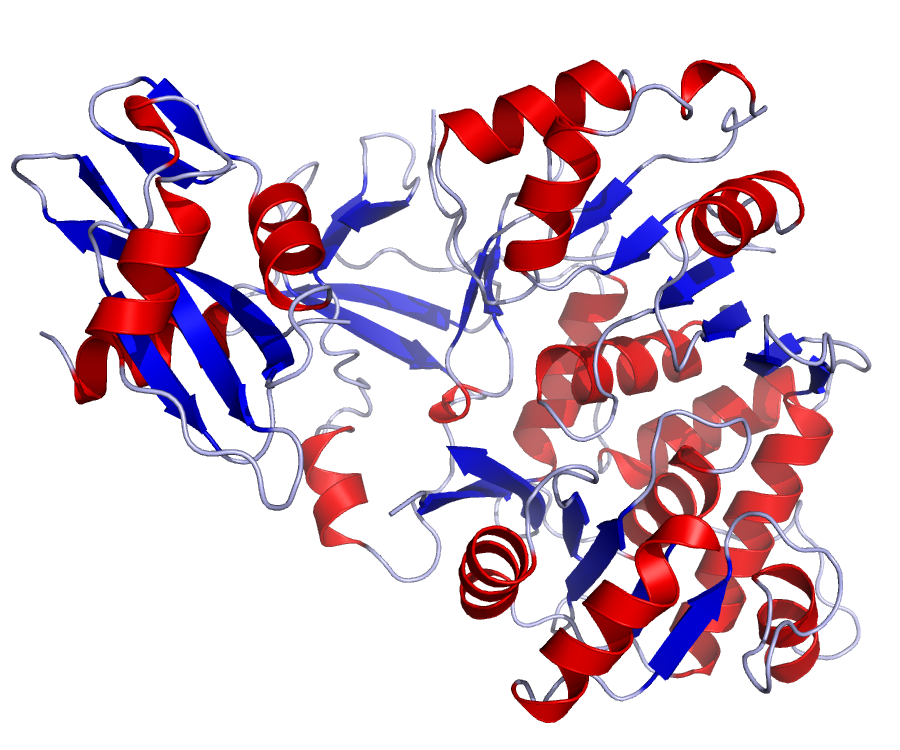
Luciferase van een vuurvliegje

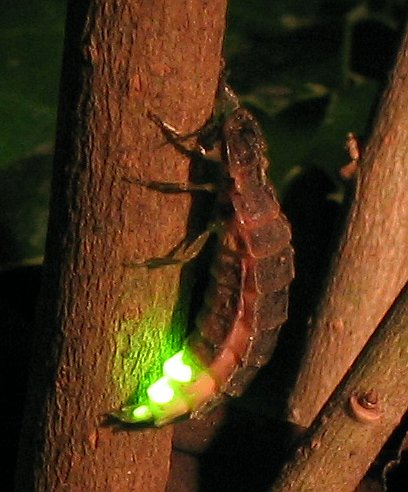
Luciferase in een glimworm

Luciferase is een algemene naam voor een klasse enzymen die gewoonlijk in de natuur voor bioluminescentie zorgen. De naam is afgeleid van het Latijnse woord voor 'licht' (lux) en 'dragen' (ferre). Het bekendste voorbeeld is een luciferase van de glimworm Photinus pyralis. In luminescente reacties wordt licht geproduceerd door de oxidatie van een luciferine (een pigment) en adenosinetrifosfaat (ATP). 
De reactiesnelheid van deze reactie tussen luciferine en zuurstof is bijzonder langzaam tenzij deze door luciferase wordt gekatalyseerd, dikwijls vergemakkelijkt door de aanwezigheid van calciumionen (vergelijkbaar met spiersamentrekking).
De reactie vindt plaats in twee stappen: 
Luciferine + ATP → luciferyladenylaat + PPi
luciferyladenylaat + O2 → oxyluciferine + AMP + licht
De reactie is zeer efficiënt: bijna alle energie wordt in licht omgezet. Ter vergelijking, een gloeilamp verliest bijna 90% van het vermogen in de vorm van warmte.
"Luciferine" en "luciferase" zijn geen specifieke moleculen. Het zijn generieke termen voor een substraat en zijn geassocieerd enzym (of eiwit), die een licht-producerende reactie opleveren. Luciferinen en luciferasen worden door verschillende diersoorten in verschillende vormen geproduceerd. Naast glimwormen zijn onder andere paddenstoelen (Omphalotus olearius), insecten, vissen, weekdieren en algen zoals de zeevonk (het lichten van de zee) bekend die met behulp van luciferase licht produceren. Sommige soorten hebben zelfs verschillende luciferasen die met dezelfde luciferine verschillende kleuren licht kunnen produceren.